# Lakhna
Lakhna es  un pueblo y nagar Panchayat situado en el distrito de Etawah en el estado de Uttar Pradesh (India). Su población es de 10902 habitantes (2011). 

## Demografía
Según el  censo de 2011 la población de Lakhna  era de 10902 habitantes, de los cuales 5744 eran hombres y 5158 eran mujeres. Lakhna tiene una tasa media de alfabetización del 87,89%, superior a la media estatal del 67,68%: la alfabetización masculina es del 92,13%, y la alfabetización femenina del 83,20%.